# Patrick Mahomes
Patrick Lavon Mahomes II (ur. 17 września 1995 w Tyler) – amerykański futbolista występujący na pozycji quarterbacka w klubie Kansas City Chiefs. W 2020, 2023 i 2024 wygrał Super Bowl i został MVP finałów.
Mahomes początkowo grał w college'u w baseball i futbol amerykański na uniwersytecie Texas Tech University. Po dwóch latach  zrezygnował z baseballu, aby skupić się wyłącznie na futbolu. W 2017 roku został wybrany w drafcie NFL z 10 numerem przez Kansas City Chiefs. Mahomes spędził swój debiutancki sezon jako wsparcie dla Alexa Smitha. Po tym, jak w następnym sezonie zespół  wymienił Smitha na Washington Redskins, Mahomes został nazwany starterem. Za występ w swoim pierwszym sezonie wystąpił w Pro Bowl, i wygrał nagrodę NFL Offensive Player of the Year oraz NFL Most Valuable Player. Mahomes, wraz z Lamarem Jacksonem, Camem Newtonem i Steve'em McNairem, jest jednym z czterech afroamerykańskich rozgrywających, którzy zdobyli nagrodę AP MVP.